# Thanat Danjesda
Thanat Danjesda (ธนัท ดา่นเจษฎา; nascido em 20 de abril de 2003), conhecido pelo apelido de Nut (นัท) é um ator, cantor e dançarino tailandês. Ele é conhecido como membro do grupo T-Pop LYKN, junto com Jakrapatr Kaewpanpong (William), Rapeepong Supatineekitdecha (Lego), Chayatorn Trairattanapradit (Tui) e Pichetpong Chiradatesakunvong (Hong).

## Início da vida e educação
Nut nasceu em 20 de abril de 2003 na Tailândia. Ele tem ascendência tailandesa-chinesa. Ele tem um irmão mais velho. Ele estudou no departamento de Nanotecnologia do programa de classe internacional da Faculdade de Engenharia da Universidade de Chulalongkorn. Ela estudou dança desde os 16 anos e começou a aprender a cantar quando participou do reality show de sobrevivência Project Alpha. Na escola, ele adorava jogar futebol.

## Carreira
Em outubro de 2022, Nut foi confirmado como concorrente no reality show de sobrevivência da GMMTV Project Alpha. Em maio de 2023, ele estreou como membro do grupo LYKN após ficar em 5º lugar.
Em 2023, ele fez sua estreia como ator no curta-metragem do LYKN No Worries. Em dezembro de 2024, ele estreou na série BL ThamePo Heart That Skips a Beat.

## Filmografia

### Cinema
| Ano  | Título     | Personagem | Notas                  |
| ---- | ---------- | ---------- | ---------------------- |
| 2023 | No Worries |            | Curta-metragem do LYKN |

### Séries de televisão
| Ano  | Título                          | Personagem | Notas           | Canal |
| ---- | ------------------------------- | ---------- | --------------- | ----- |
| 2024 | ThamePo Heart That Skips a Beat | Jun        | Papel principal | GMMTV |

### Programas de televisão
| Ano  | Título        | Personagem  | Notas                              |
| ---- | ------------- | ----------- | ---------------------------------- |
| 2023 | Project Alpha | Concorrente | Alpha; estreia como membro do LYKN |